# Tlatenchi
Tlatenchi är en ort i Mexiko.   Den ligger i kommunen Jojutla och delstaten Morelos, i den sydöstra delen av landet, 90 km söder om huvudstaden Mexico City. Tlatenchi ligger 908 meter över havet och antalet invånare är 5 555.
Terrängen runt Tlatenchi är kuperad åt sydost, men åt nordväst är den platt. Runt Tlatenchi är det tätbefolkat, med 319 invånare per kvadratkilometer. Närmaste större samhälle är Jojutla, 2,1 km norr om Tlatenchi. I omgivningarna runt Tlatenchi växer huvudsakligen savannskog.